# Mongolenschaf
|  | Dieser Artikel wurde aufgrund von formalen oder inhaltlichen Mängeln in der Qualitätssicherung Biologie zur Verbesserung eingetragen. Dies geschieht, um die Qualität der Biologie-Artikel auf ein akzeptables Niveau zu bringen. Bitte hilf mit, diesen Artikel zu verbessern! Artikel, die nicht signifikant verbessert werden, können gegebenenfalls gelöscht werden. Lies dazu auch die näheren Informationen in den Mindestanforderungen an Biologie-Artikel. |

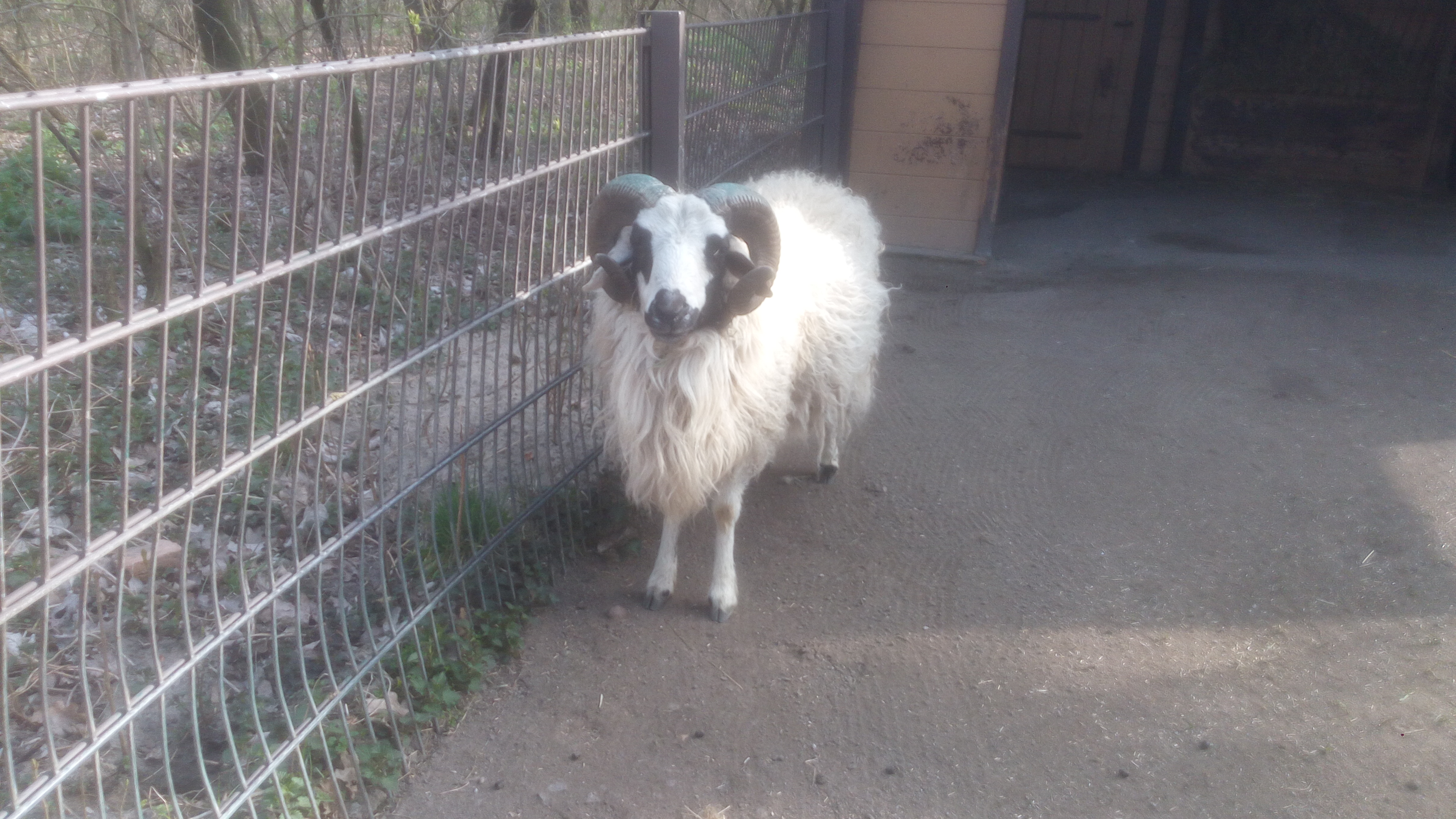
Mongolenschafbock im Tierpark Berlin

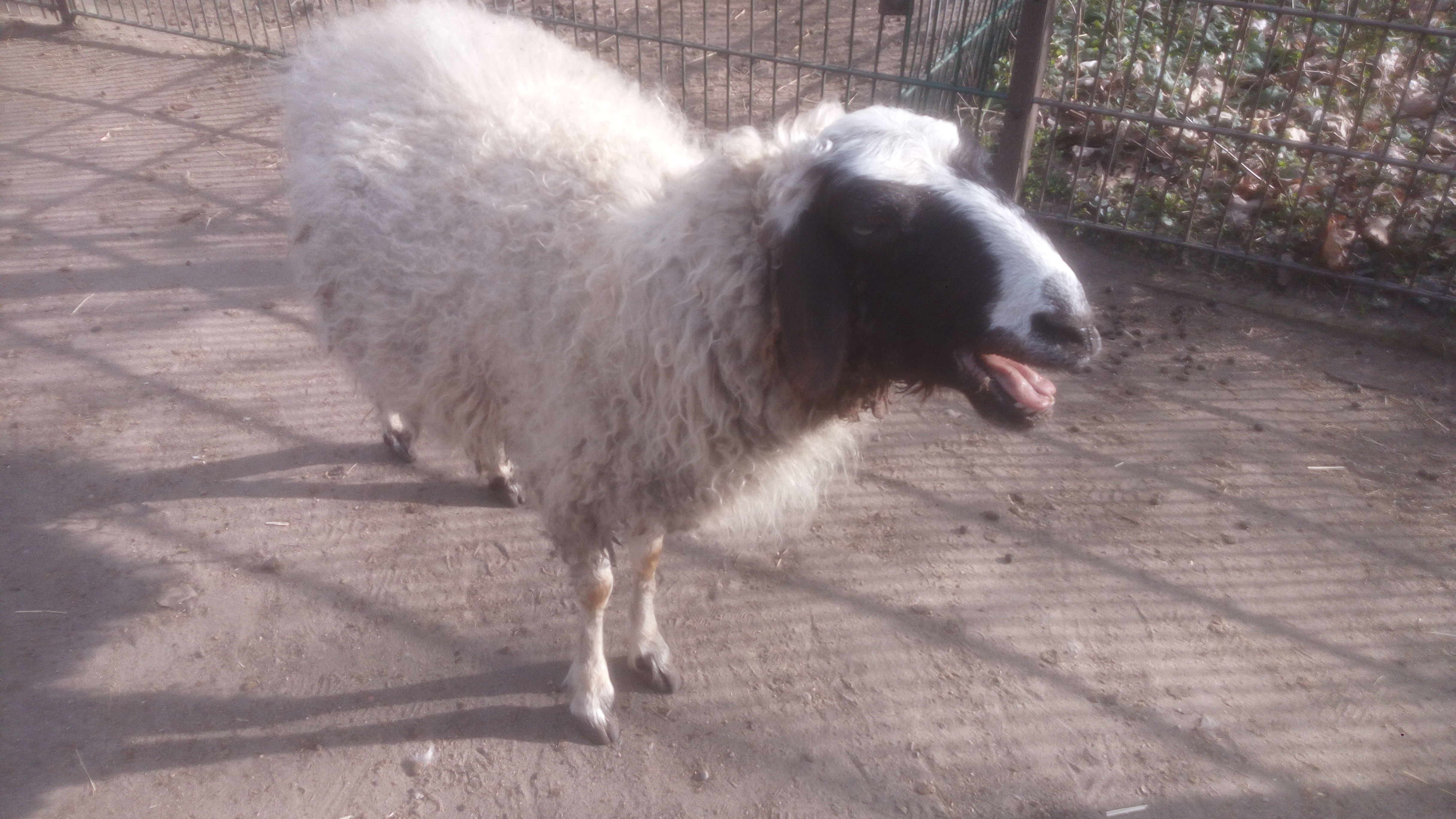
Mongolenschafzibbe im Tierpark Berlin

Das Mongolenschaf lebt in der Mongolei und zählt zu den domestizierten Formen der Hausschafe. Während der Trockenzeit ist das Nahrungsangebot in der Steppe stark begrenzt. Aus diesem Grund speichert diese Rasse Fett als Energiereserve in ihrem Schwanz und zählt dadurch zu den sogenannten Fettschwanzschafen.

## Beschreibung
Böcke bilden ein imposantes, schneckenförmiges Gehörn, vergleichbar mit den Hörnern einer männlichen Skudde. Zibben haben keine Hörner. Die Wolle ist weiß. Am Kopf sind Nase und Augen schwarz. Der schwarze Anteil kann sich aber auch über das gesamte Gesicht ziehen, meist mit einem weißen Streifen zwischen den Augen. Einige Schafe haben auch runde, schwarze Flecken unter den Augen. Sie können ein Gewicht von bis zu 35 Kilogramm erreichen und sind damit größer als Ouessantschafe, aber deutlich kleiner als Merinofleischschafe. Die Widerristhöhe beträgt circa 100 cm, insgesamt kommen sie auf bis zu 135 cm. Sie werden bis zu 12 Jahre alt. Mongolenschafe fressen Gräser, Kräuter und Blätter.
Die Schur einer Zibbe ergibt im Durchschnitt 1–1,4 kg Wolle, die Schur eines Bocks 1,6–2 kg. Jährlich gibt ein mongolisches Schaf 36–39 kg Milch. Die Melkzeit in der Mongolei ist kurz und beträgt 45 bis 60 Tage.
Zibben bringen nach einer Tragzeit von 160 bis 165 Tagen ein bis zwei Lämmer zur Welt, Mehrlingsgeburten sind jedoch seltener. Die Lämmer beginnen nach 3 Wochen zu fressen, trinken jedoch noch bis zu einem halben Jahr Muttermilch.

## Haltung in der Mongolei
1993 stellten Mongolenschafe 60 % des Viehbestands in der Mongolei dar. Sie dienten der Herstellung von Wolle, Leder, Milch, Fleisch, Fett und Dung. Pro Schaf waren 5 Hektar Weideland pro Jahr nötig. 60 ½ der mongolischen Schafhaltung fanden in Gegenden von Waldsteppe und Steppe statt. Die Ger der mongolischen Schäfer wird aus Schafwolle hergestellt. Viele traditionelle Kleidungsstücke werden aus der Haut und der Wolle der Schafe hergestellt. Seit 1970 hat sich die Zahl der Weidetiere in der Mongolei verdreifacht. Durch den Klimawandel ist der Ertrag jedoch zurückgegangen.

## Haltung in Zoos
Der Tierpark Berlin hält seit 1956 Mongolenschafe. Im Jahr 2022 wurden im Streichelzoo drei Mongolenlämmer geboren, 2023 ein Lamm.
Die ZGAP listet auf ihrer Webseite vier Zoos in Kontinentaleuropa und einen Zoo im Vereinigten Königreich, die Mongolenschafe halten.
Deutschland:
- Altreetz-Oderbruch (Oderbruchzoo)
- Berlin (Tierpark Friedrichsfelde)

Tschechien:
- Ostrava (Zoo Ostrava)
- Tábor (Zoo)

England:
- Banham (Banham Zoo)